# Emilio Bolles
Emilio Bolles (Somma Lombardo, 18 giugno 1950) è un produttore cinematografico italiano.
Ha prodotto film a partire dagli anni settanta: il primo è stato Porci con le ali, tratto dall'omonimo romanzo di Lidia Ravera e Marco Lombardo-Radice.
Successivamente ha realizzato opere surreali e irriverenti con la banda de "L'altra domenica" di Renzo Arbore, come Il pap'occhio (1980), Occhio nero, occhio biondo e occhio felino (1983, stavolta con Luc Merenda),  "FF.SS." - Cioè: "...che mi hai portato a fare sopra a Posillipo se non mi vuoi più bene?" (1984), su una presunta sceneggiatura di Federico Fellini provvidenzialmente ritrovata (Federico Fellini Sud Story), Il mistero di Bellavista (1984), dal romanzo di Luciano De Crescenzo, La seconda notte (1986), Separati in casa (1986) e 32 dicembre (1988)
Negli anni novanta è passato alla produzione televisiva con il Commissario Corso interpretato da Diego Abatantuono, ma producendo ancora per il cinema Jack Frusciante è uscito dal gruppo dall'omonimo romanzo generazionale di Enrico Brizzi.

## Filmografia parziale
- Investigatori d'Italia, regia di Paolo Poeti – miniserie TV (1987)
- Caldo soffocante, regia di Giovanna Gagliardo (1991)
- Segno di fuoco, regia di Nino Bizzarri (1991)